# 데시 바우테르서
데시레 델라노 데시 바우테르서(네덜란드어: Desiré Delano Dési Bouterse, 1945년 10월 13일~2024년 12월 23일)는 수리남의 정치인이다. 육군 장교로서 1980년대 대부분을 통틀어 사실상 수리남의 지도자로 군림하면서 국가 군사 위원회의 의장을 맡았었다. 수리남의 민주당 (Nationale Democratische Partij)을 이끌었다. 2010년 7월 19일에 의회에서 50표 가운데 36표를 얻어 수리남의 대통령으로 당선되었으며 8월 12일에 정식으로 취임하였다. 그가 죽고 난 후,  찬드리카퍼사드 산토키는 그가 의문의 병을 앓고 있었으며, 24일날 사망 한걸 확인했다고 했다.

## 참고 문헌
1. ↑  De Ware Tijd, ‘Bouterse maandagavond overleden’, 27 december 2024
2. ↑  Starnieuws, Ambassades tekenen condoleanceregister in Ocer, 27 december 2024
3. ↑  수리남 대통령에 전 군부 독재자 선출, 2010년 7월 23일에 확인함
4. ↑  데시 보우테르세, 수리남 대통령 당선, 2010년 7월 23일에 확인함